# Grab der Schecken

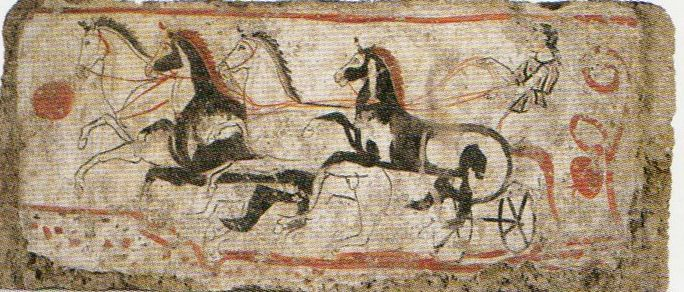
Längsplatte

Das Grab der Schecken ist ein Grab aus der Zeit um 340 v. Chr., das in der Andriuolo-Nekropole bei Paestum gefunden wurde (Grab 48). Seine Überreste werden im Archäologischen Nationalmuseum in Paestum verwahrt.

## Grabplatten
Drei der vier Kalksteinplatten, die die Wände der innen bemalten Grabkammer bildeten, sind erhalten geblieben. Die Platten an der Schmalseite der Grabkammer messen 115 × 81 cm, die Platte, die die Langseite bildete 65 × 153 cm. 

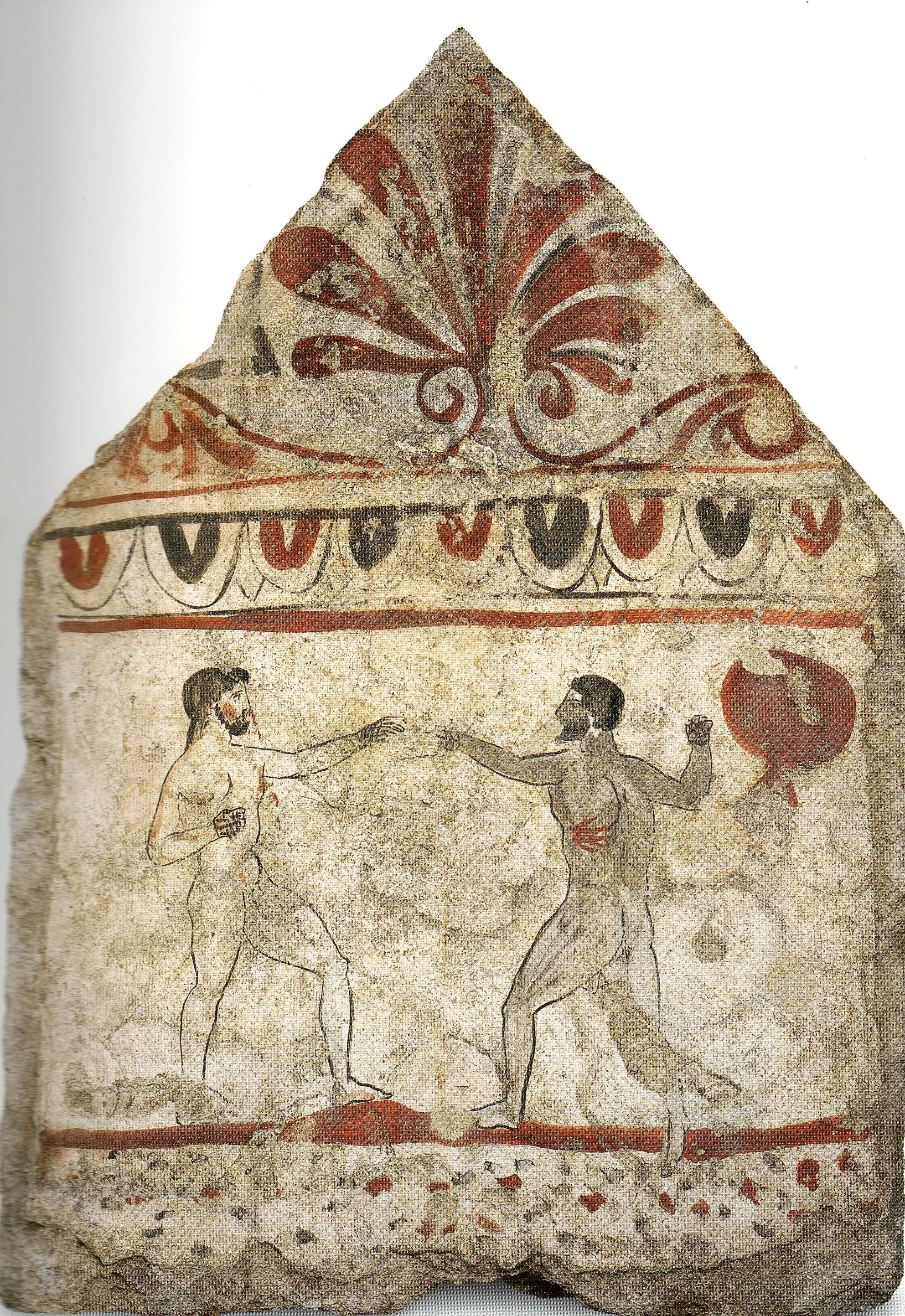
Boxkampf

Die beiden Platten von den Schmalseiten des Grabes sind fünfeckig; ihr Giebelfeld ist jeweils durch eine Palmette ausgefüllt und durch einen von Linien eingefassten Eierstab von der rechteckigen Bildzone abgetrennt. Eine der Platten ist gut erhalten; sie zeigt einen Boxkampf zwischen einem hell- und einem dunkelhäutigen nackten Mann. Bis auf die bandagierten Fäuste sind die beiden Kämpfenden nackt. Dem linken, hellhäutigen Boxkämpfer fließt bereits das Blut aus der Nase, und auf dem Rücken seines Gegners ist ein blutiger Abdruck einer rechten Hand zu sehen. Diese Hand ist allerdings geöffnet, der Abdruck kann also kaum von einem der beiden Boxer stammen. Rechts von dieser Szene, neben der erhobenen Faust des dunkelhäutigen Kämpfers, schwebt ein überdimensionaler Granatapfel. Die beiden Boxer stehen auf einer breiten, roten Bodenlinie, unterhalb derer durch verschiedenfarbige Pinseltupfer die Struktur des Bodens angedeutet zu sein scheint. Unklar ist, welche Intention der Maler bei der Gestaltung des rechten Beins des Dunkelhäutigen hatte. Eine offenbar etwas beschädigte Stelle der Malerei scheint darauf hinzuweisen, dass es in einer Version des Bildes in einer Art Ausfallschritt mit gebeugtem Knie rechts nach hinten gestreckt war und damit oberhalb der roten Bodenlinie endete. Die Umrisszeichnung eines Fußes, der aber eher senkrecht nach unten – über die Bodenlinie, die dafür unterbrochen wurde! – hängt, scheint sich aber nach oben fortzusetzen und in der Hüfte des Kämpfers zu enden. Dieses Bein passt jedoch weder von der Länge noch von seiner Haltung her zur Position des Faustkämpfers, darüber hinaus ist es nicht so deutlich koloriert wie der Rest des Körpers. 
Die Platte von der gegenüberliegenden Schmalseite ist schlecht erhalten, doch erkennt man noch, dass ihre äußere Komposition mit Palmette, Eierstab und Bodengestaltung dem Gegenstück entspricht. Das Bild im rechteckigen Teil dieser Platte zeigt zwei bekleidete, mit Helm, Schild und Beinschienen gerüstete Männer im bewaffneten Kampf; der Hintergrundes ist mit überdimensionalen Granatäpfeln gefüllt. 
Benannt ist das Grab nach der Darstellung auf der erhalten gebliebenen Längsplatte. Sie zeigt unter einer roten Begrenzungslinie und zwischen zwei weiteren großen Granatäpfeln (einer davon wächst aus einer roten Ranke) eine nach links fahrende Quadriga, hinsichtlich derer es ungewiss ist, ob sie in einem Rennen fährt oder allein präsentiert wird. Im Gegensatz zu Darstellungen auf älteren Grabmalereien aus Paestum, etwa dem Grab der Hirschjagd oder dem Grab der Granatäpfel, zeigt der mit einem längs gestreiften kurzen Obergewand bekleidete Wagenlenker hier eine dynamischere Körperhaltung; er beugt sich zurück und scheint mit den Beinen die Bewegung des Wagens auf dem holprigen Untergrund auszugleichen. In den Händen hält er zwei Zügelstränge, mit denen er das Gespann dirigiert, aber keine Peitsche. Der Wagen ist, anders als bei den älteren Gräbern, schräg von vorn dargestellt, man sieht die Achse zwischen den beiden vierspeichigen Rädern, die aus perspektivischen Gründen oval gezeichnet wurden. Dagegen galoppieren die vier Pferde – zwei Schimmel mit dunklen Mähnen und zwei Rappschecken mit erstaunlicherweise braunen Mähnen und Schweifen – nicht auf den Betrachter zu, sondern von rechts nach links. 

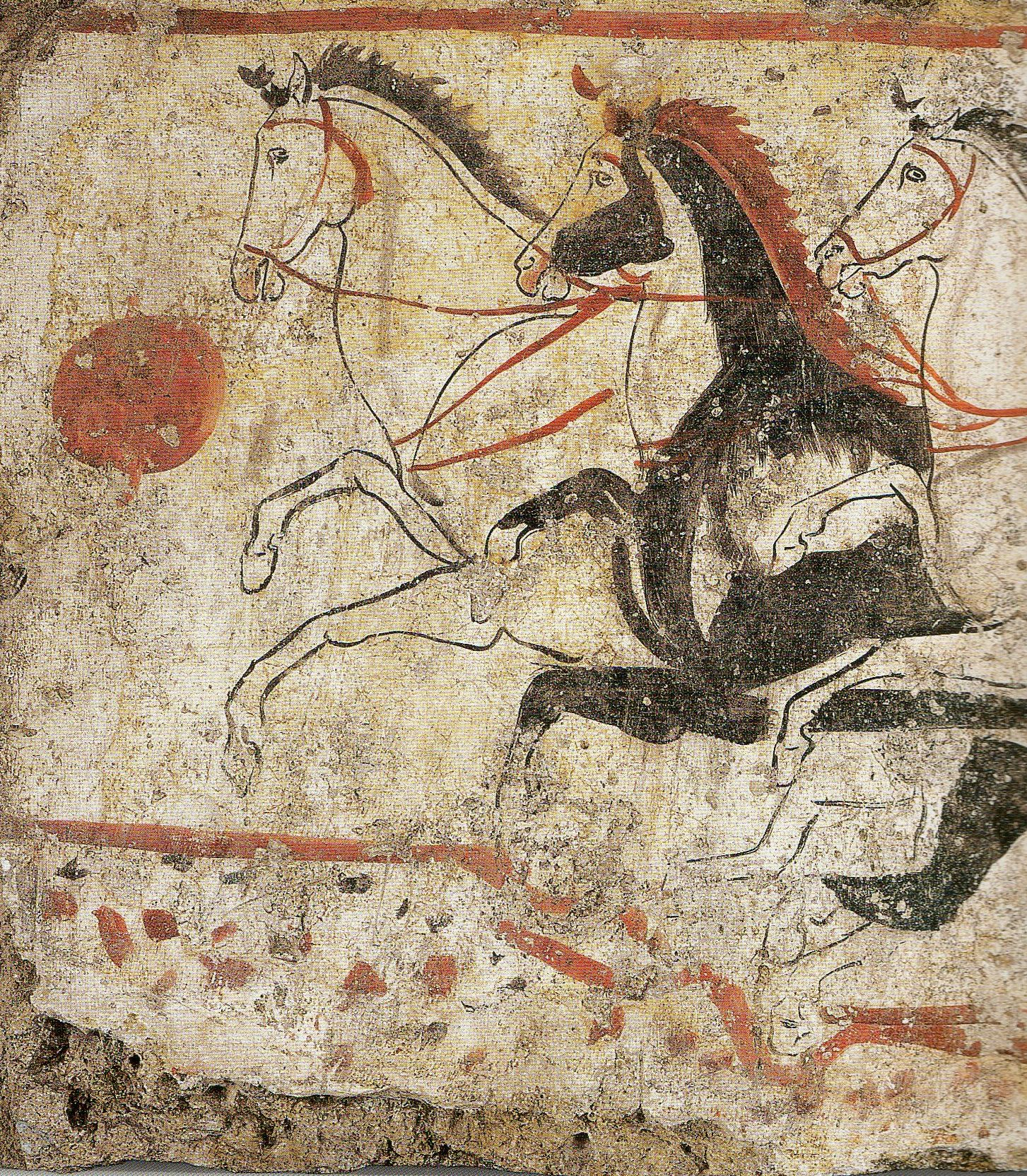
Pferdevorderteile

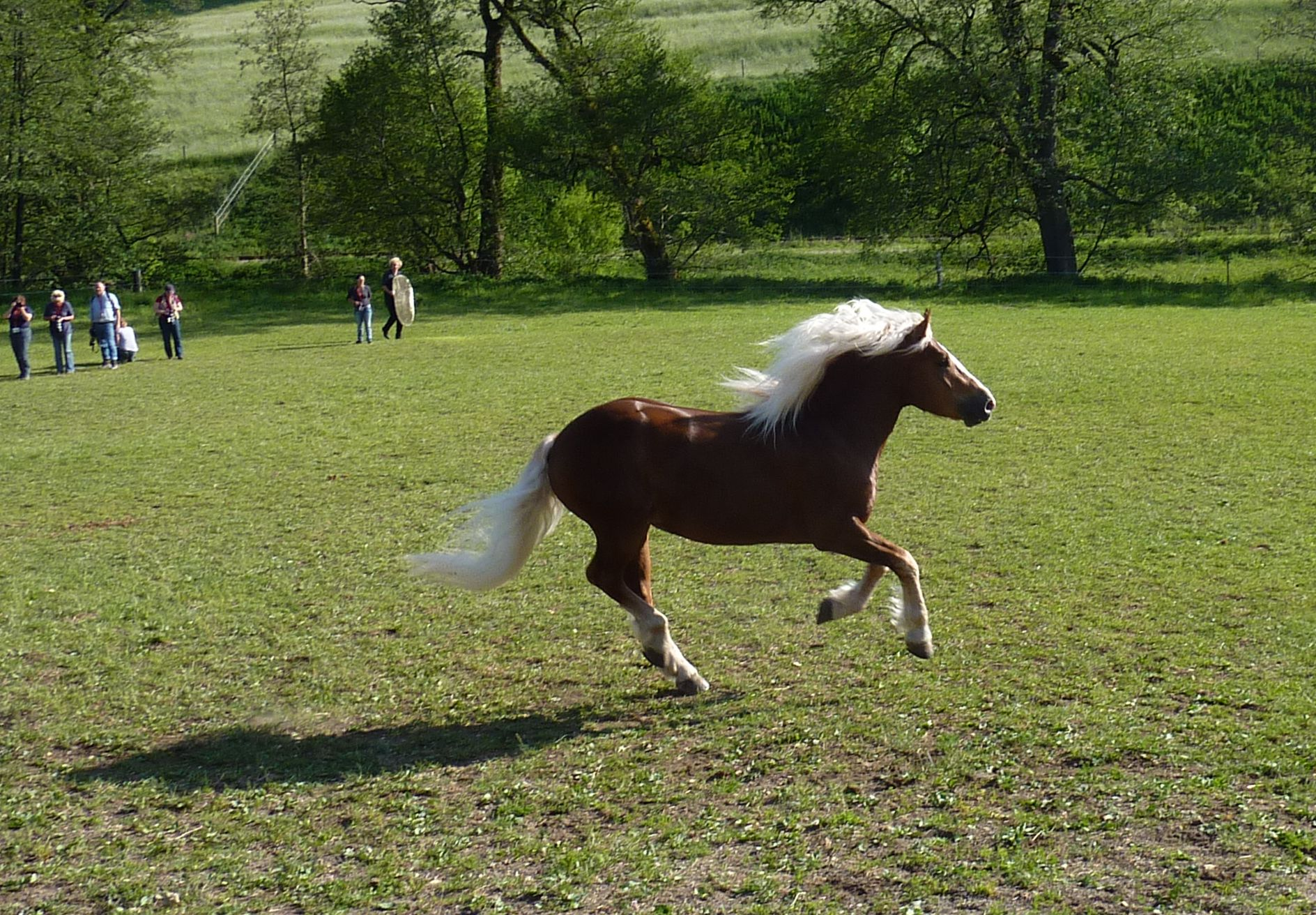
Etwa diese Phase des Bewegungsablaufs im Galopp ist dargestellt worden, allerdings von der anderen Pferdeseite aus gesehen.

 Die Pferde sind gegeneinander versetzt angeordnet, so dass von jedem das vordere Drittel unverdeckt dargestellt werden konnte, und zeigen eine bis hin zur Stellung der Ohren und zur Richtung des Blicks einheitliche Körperhaltung: Der rechte Vorderhuf ist im Galoppsprung sehr hoch erobern, der linke greift weiter unten aus, auch der rechte Hinterhuf ist in dieser Phase des Bewegungsablaufes nach vorn erhoben und nur der linke Hinterhuf berührt gerade den Boden oder sollte ihn doch berühren, denn hier scheint wieder ein Unglück bei der Bildkomposition geschehen zu sein: Das hinterste Pferd ist anatomisch ziemlich korrekt wiedergegeben, schwebt aber eben deshalb in der Luft, da offenbar die Bodenlinie, die mit Rücksicht auf die Wagenräder Aussparungen aufweist, zu früh oder zu spät gezogen wurde und auf die Position dieses Schecken dabei keine Rücksicht genommen werden konnte. Die nur andeutungsweise skizzierten Hinterbeine der drei anderen Pferde sitzen zum Teil an anatomisch unmöglichen Stellen, ihre Hufe stolpern durch regelrechte „Löcher“ im Untergrund, die offenkundig dadurch entstanden sind, dass die rote Bodenlinie links auf einer Höhe begonnen wurde, die zu den Vorderbeinen des ersten Pferdes noch gepasst hätte, in der Mitte aber eben wegen dieser skizzierten Hinterbeine nicht durchgehalten werden konnte und nach unten korrigiert werden musste, um schließlich rechts unter bzw. hinter dem Wagen viel tiefer zu enden als am anderen Bildende. 

## Grabbeigaben
Zu den Grabbeigaben gehörte eine Halsamphore, die vom Maler von Neapel 1778 gestaltet wurde. Das rotfigurige Gefäß ist 22,5 cm hoch. Auf der einen Seite ist ein nackter Ephebe zu sehen, der eine Tänie und einen Thyrsosstab trägt, auf der anderen ein nach links schreitender Jüngling im Mantel zwischen zwei Tympana. Eine weitere Grabbeigabe war eine Kylix, deren Innenbild eine nach links gewandte bekleidete Frau zwischen einem Louterion und einer Palmette zeigt. Auf den Rand des Gefäßes sind Efeuranken graviert. Die rotfigurige Kylix mit einem Durchmesser von 19 cm und einer Höhe von 6 cm wurde von einem Maler aus dem Umkreis des Malers von Würzburg H 5739 gestaltet. Eine schwarz gefirnisste Patera mit einem Durchmesser von 15,2 cm und einer Höhe von 4,4 cm, die im Tondo vier gestempelte Palmetten um eine Kreislinie aufweist, wurde der verstorbenen Person ebenfalls ins Grab mitgegeben.